# Голованова, Ольга Михайловна
О́льга Миха́йловна Голова́нова (род. 13 сентября 1983, Таштагол) — российская спортсменка, член олимпийской сборной команды России по сноуборду на Олимпиаде в Турине. Мастер спорта России международного класса (сноуборд). Бронзовый призёр Всемирной универсиады (2003) в сноуборд-кроссе. Бронзовый призёр чемпионата Австрии (2005) в параллельном слаломе. Чемпионка России (2004) в параллельном слаломе-гиганте. Серебряный (2000,2001 — параллельный слалом-гигант, 2003, 2004 — параллельный слалом, 2004 — сноуборд-кросс) и бронзовый (2000—2002 — параллельный слалом, 2001 — слалом-гигант, 2002 — сноубордкросс, 2002, 2003 — параллельный слалом-гигант) призёр чемпионатов России.
Выступает за СК Вооруженных сил РФ, ЦСКА и город Таштагол Кемеровской области.
Воспитанница Таштагольской СДЮШОР по сноуборду. Тренер — Владимир Фоминых.